# Klappriss von Pfalz, Dom und Burgplatz in Braunschweig

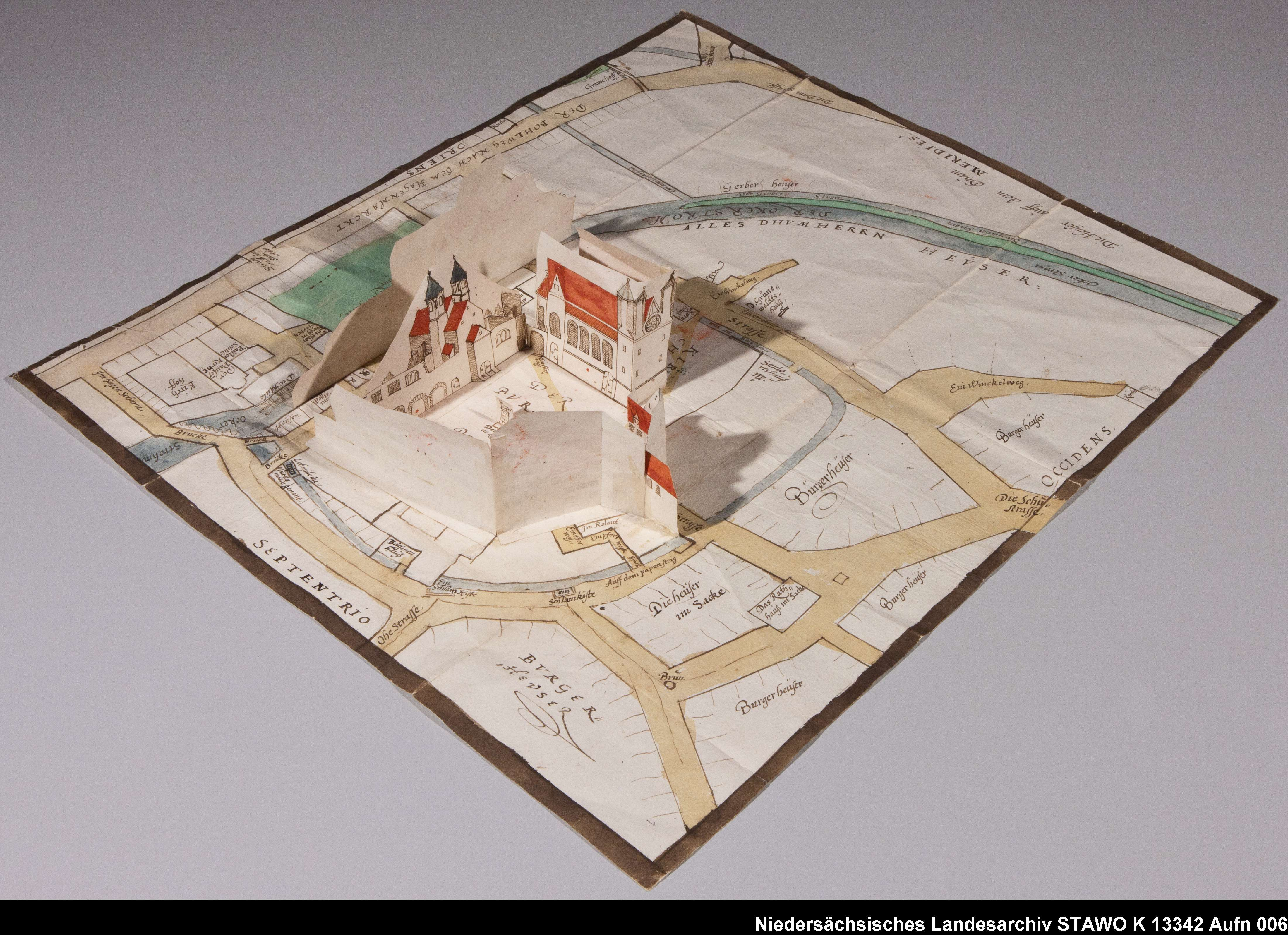
Der Klappriss mit den handkolorierten Fassaden des Braunschweiger Doms und der Burg Dankwarderode.

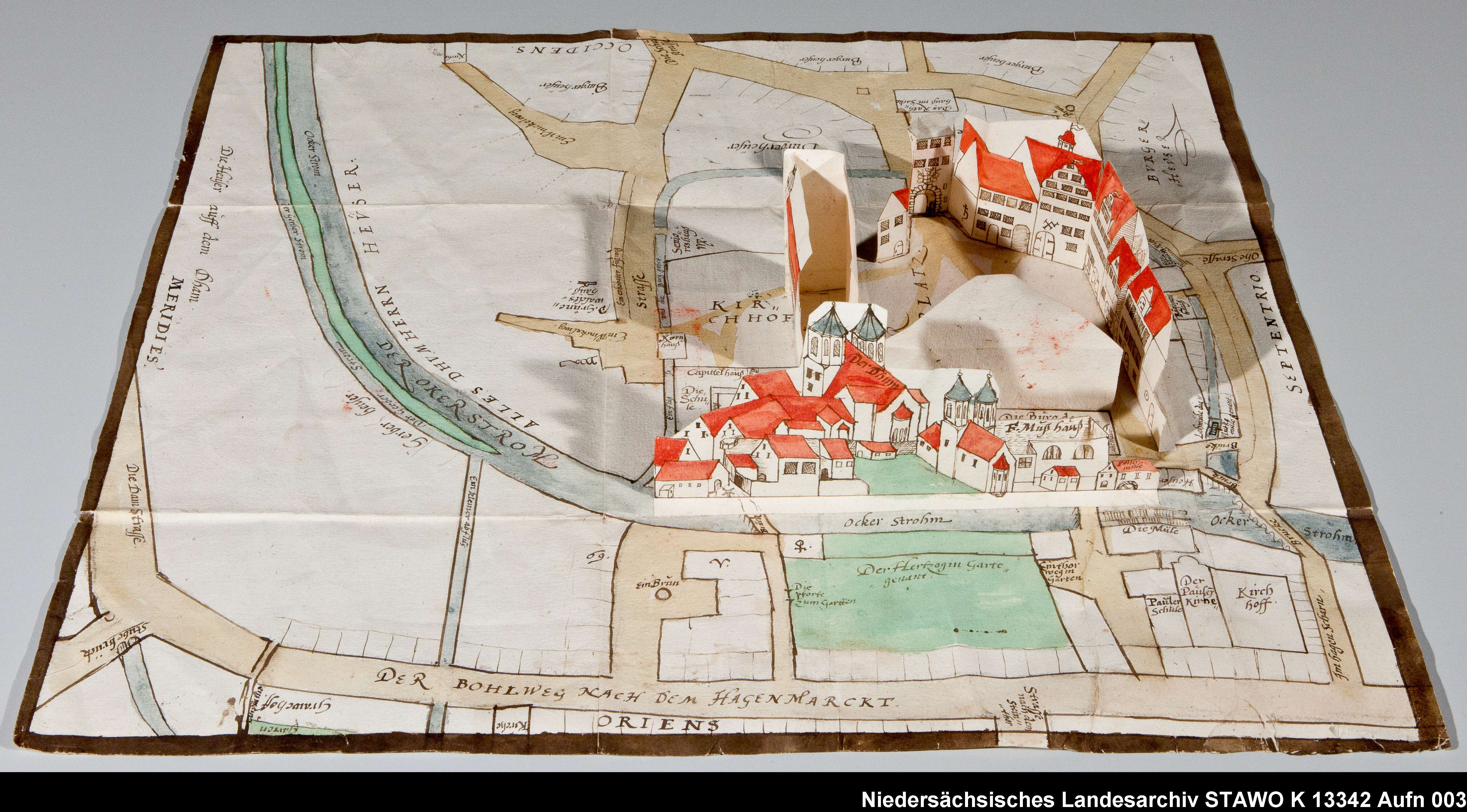
Perspektive vom „Bohlweg nach dem Hagenmarckt“ aus gesehen

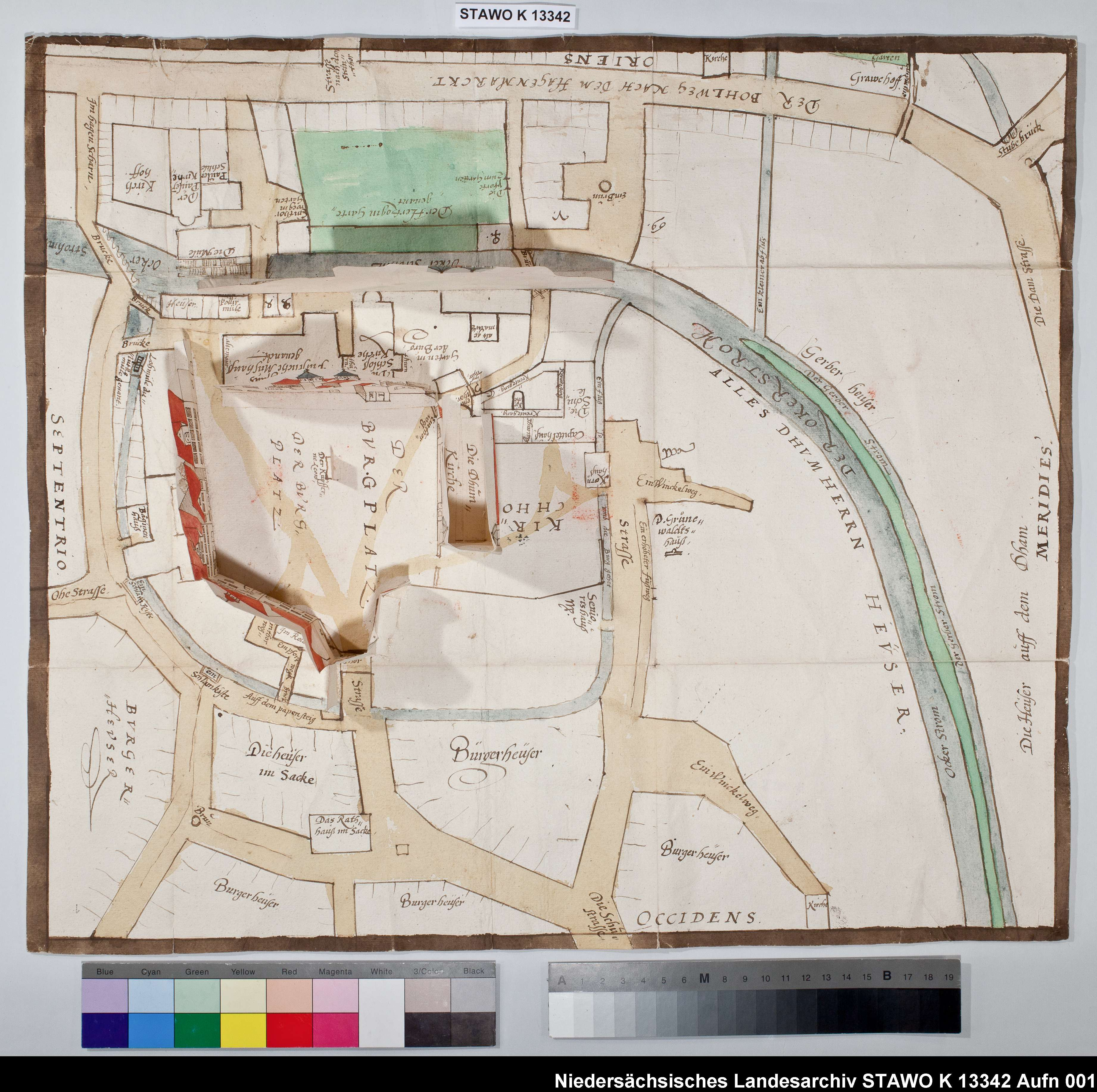
Draufsicht

Der Klappriss von Pfalz, Dom und Burgplatz in Braunschweig entstand zwischen dem späten 16. und dem frühen 17. Jahrhundert und gilt als „die älteste zuverlässig erscheinende Ansicht“ der Gebäude am Burgplatz in Braunschweig.
Die Besonderheit des für einen Klappriss genutzten, lavierten Stadtplan-Ausschnittes liegt in der dreidimensionalen Darstellung der von Heinrich dem Löwen erbauten Pfalz Dankwarderode, dem Braunschweiger Dom und anderen Bauwerken rund um den Platz.
Durch das Aufklappen der auf Papier gezeichneten und teilweise handkolorierten Ansichten aufgeklebter Gebäudefassaden entsteht auf dem Plan ein plastisches Modell des Burgplatzes und seiner Umgebung.
Der Klappriss entstand zwischen 1598 und 1604 und wird dem Geometer Johannes Krabbe zugeschrieben. Der Plan sollte den Richtern am Reichskammergericht in Speyer die räumlichen Verhältnisse der Braunschweiger Innenstadt veranschaulichen: Der erst 1977 wiederentdeckte Klappriss befand sich in einem Band mit Akten zu einem Prozess zwischen den Welfen-Herzögen der Wolfenbüttler und der Celler Linien um Rechte in und an der Stadt Braunschweig.
Der „um 1600“ datierte („ermittelte)“, nicht genordete, 51,50 × 44,80 cm große Plan im Maßstab 1:1000, in der bis 9 cm Höhe etwa 1:640 bis 1:1400, findet sich in der Sammlung „Karten, Kartenwerke, Pläne und Zeichnungen“ des Niedersächsischen Landesarchivs in Wolfenbüttel unter der Identifikator STAWO K 13342. Von dem im Kulturerbe Niedersachsen erfassten Exemplar finden sich in der Kartenabteilung des Landesarchivs 13 Blätter mit Fotokopien von Aufnahmen verschiedener Perspektiven.
Das Original ist unter der Bezeichnung Plan des Burgbezirkes in Braunschweig mit perspektivischer Darstellung der Gebäudefronten in Form von aufgeklebten Bildern [um 1600] [Klappriß], Archivnummer NLA WO K 13342 im Staatsarchiv einsehbar.